# Michael Jary
Michael Jary (ur. 24 września 1906 w Hucie Laury jako Maximilian Michael Andreas Jarczyk, zm. 12 lipca 1988 w Monachium) – niemiecki kompozytor, dyrygent, twórca muzyki filmowej i rozrywkowej, pochodzący z Górnego Śląska.
W latach pięćdziesiątych XX wieku obwołany królem niemieckiego szlagieru. Odznaczony w 1987 roku Orderem Zasługi Republiki Federalnej Niemiec.

## Życiorys

### Do II wojny światowej
Na świat przyszedł jako najstarszy syn Anny i Hugo Jarczyków z Huty Laury (na terytorium dzisiejszych Siemianowic Śląskich). Został ochrzczony 30 września w kościele św. Krzyża jako Maximilian Michael Andreas. Mieszkał wraz z rodzicami i rodzeństwem przy Wilhelm-Fitzner-Straße (dzisiejsza ulicy Komuny Paryskiej). Miał młodszego brata Herberta (1913-1968), który również został kompozytorem, tworzącym muzykę do licznych niemieckich seriali i słuchowisk.

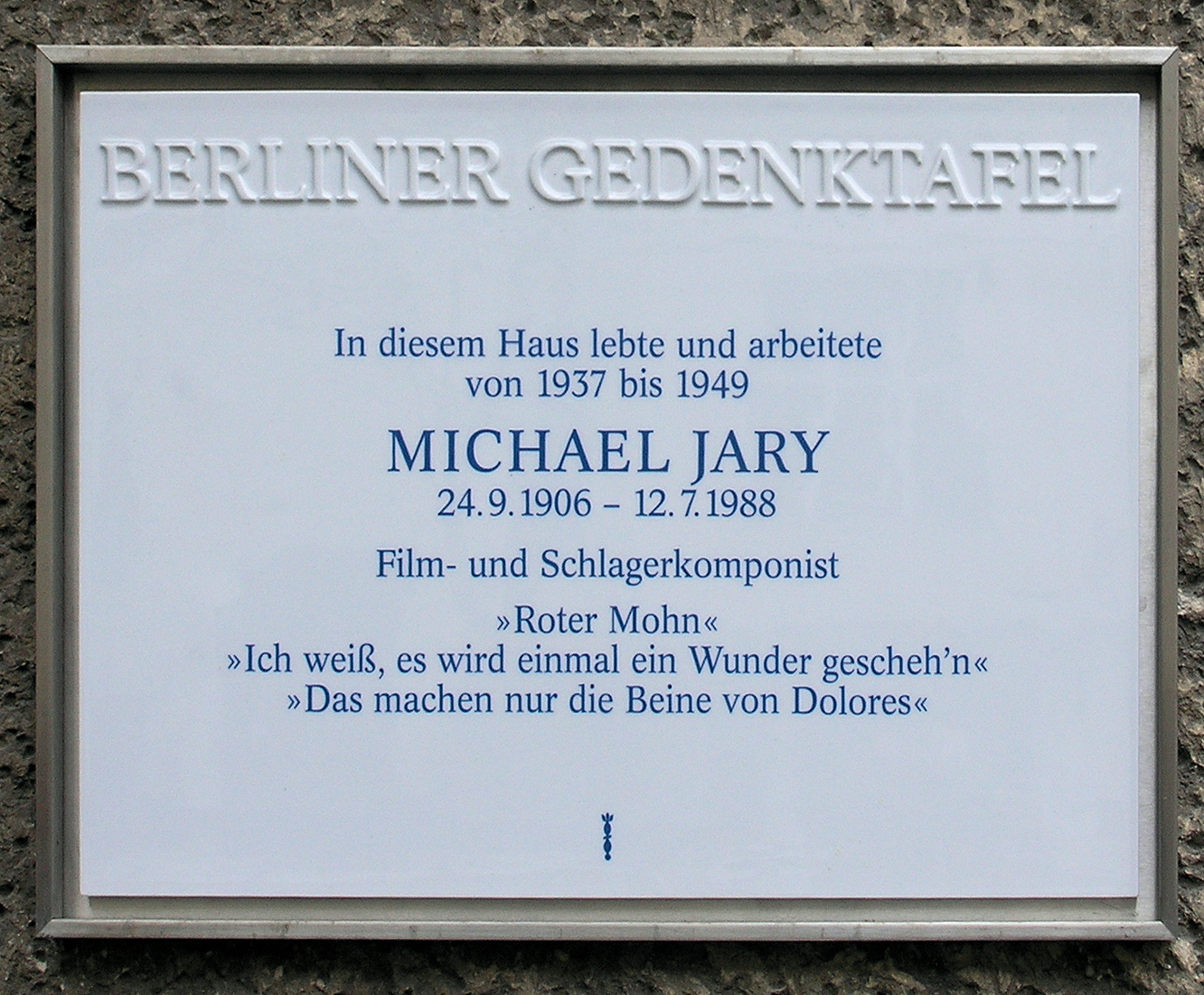
Tablica pamiątkowa przy dawnym domu Jarego na berlińskiej Fasanenstraße, odsłonięta w 2008 roku przez władze Berlina

Ojciec, mistrz w hucie i matka, krawcowa, dbali o wykształcenie dzieci. Jary jako dziecko pragnął zostać misjonarzem. W wieku lat dziesięciu został wysłany do klasztoru Św. Krzyża Zgromadzenia Misjonarzy Słowa Bożego (Werbiści) w Nysie. Tam przygotowując się do kariery klasztornej poznał piękno chorału gregoriańskiego i zaczął komponować własną muzykę, która jednak mimo starań nauczycieli była bardziej świecka niż kościelna. W wieku lat osiemnastu opuścił Zgromadzenie i zdał egzamin maturalny w Bytomiu, gdzie następnie uczył się w konwersatorium muzycznym. W trakcie nauki w gimnazjum prowadził liczny chór męski w kościele Św. Krzyża w Siemianowicach Śląskich. Przygrywał na fortepianie jako taper w kinie i w kawiarni miejskiej. W 1924 roku zadebiutował na falach gliwickiej radiostacji prezentując własne utwory muzyczne. Karierę zawodową na polu muzycznym zaczął od stanowiska drugiego Kapelmistrza Teatru Miejskiego w Nysie.
W 1929 roku zdał jako jeden z trzech na trzydziestu kandydatów egzamin do Staatliche Hochschule fur Musik w Berlinie. Studiował w klasie kompozycji pod okiem m.in. Arnolda Schönberga, Igora Strawinskiego, Franza Schrekera oraz Paula Hindemitha. W czasie studiów wykonywał swoje kompozycje w Bytomiu wraz z orkiestrą teatru (Kontrapunkty). W 1931 roku zdobył prestiżową Nagrodę Beethovenowską Miasta Berlin. Egzamin dyplomowy odbył się 8 lutego 1933 roku, niedługo po dojściu A. Hitlera do władzy. Na egzaminie Jarczyk zaprezentował swoją kompozycję na dwa fortepiany, trąbkę, puzon i orkiestrę. Koncert nawiązujący do kompozycji Kurta Weilla oburzył kompozytora i prominentnego działacza NSDAP Paula Gränera i został burzliwie nazwany „typowym dla bolszewickiej kultury jazgotem polskiego Żyda”.
W latach 30. przyjął pseudonimy artystyczne takie jak: Jackie Leeds, następnie, wykorzystując transformowanie swego nazwiska, używał pseudonimu Max Janzen, aby po pewnym czasie stworzyć funkcjonujący do dziś pseudonim Michael Jary. W roku 1934, powrócił do Bytomia, tym razem do teatru miejskiego, gdzie wystawił operetkę Wiceadmirał (Der Vizeadmiral).
Zarabiając na życie grywał w barach, kawiarniach i lokalach tanecznych niemieckiej stolicy (m.in. w lokalu Moka-Efti przy Friedrichstraße), a także – na rok przed rozpoczęciem wojny – założył w Berlinie Kammer-Tanzorchester. Mimo że w swej edukacji muzycznej wychowany był na muzyce poważnej, Jary szukał swego miejsca w muzyce rozrywkowej – był zainteresowany muzyką amerykańsko-angielską, swingującymi big bandami, jazzem, rytmami foxtrotów. W tym duchu komponował i wykonywał wraz z kierowaną przez siebie orkiestrą taneczną wiele utworów, swoich kompozycji i znanych standardów. Udało mu się grywać i wydawać płyty z nagraniami swinga w czasie, gdy był on zabroniony w Niemczech. Popularność jego i jego orkiestry rosła. W podsumowaniach ważnych wydarzeń muzyki, jazzu przedstawień scen berlińskich latach 1920–1940 Michael Jary i jego orkiestra wymieniane są na równi z nazwiskami Barnaby von Geczy czy Marka Webera. Nadal jednak poszukiwał swego miejsca w komponowaniu muzyki innej niż muzyka taneczna.
Wykorzystując swe wykształcenie w zakresie kompozycji i muzyki poważnej w roku 1936 rozpoczął swą wielką przygodę z filmem. W tym samym roku skomponował utwór muzyczny do filmu o Balzaku Die große und die kleine Welt, komedii kryminalnej Spiel an Bord oraz piosenki do filmu Nunzia Malasommy Die unerhörte Frau. W 1937 roku skomponował muzykę do polsko-niemieckiego filmu w reżyserii Carla Boese Dyplomatyczna żona. Rozpoczął współpracę z autorem tekstów Bruno Balzem, który od tego roku, pisał teksty do jego kompozycji. Mieszkali w jednej berlińskiej kamienicy przy Fasanenstrasse 50. Balz był prześladowany przez władze i dzięki staraniom Jarego, wyciągnięto go z więzienia.
3 października 1938 roku na rynku pojawiła się płyta wydana przez Telefunkena z piosenką z filmu Schwarzfahrt ins Glǘck pod tytułem Roter Mohn. Utwór ten w rytmie tanga stał się przebojem duetu Jary-Balz. Piosenkę tę wykonywała chilijska piosenkarka Rosita Serano. Otrzymał zaproszenie od szwajcarskiego kompozytora Ernesta Ansermeta do Genewy, celem współpracy z Orchestre de la Suisse Romande, ale władze nazistowskie odmówiły Jaremu zgody na opuszczenie kraju. W 1939 roku kolejne dzieło Jarego, utwór śpiewany przez aktorskie trio – Heinza Rühmanna, Josefa Siebera i Hansa Brausewettera – Das kann doch einen Seemann nicht erschüttern z filmu Kurta Hoffmanna Das Paradies des Junggesellen, stał się ogólnoniemieckim szlagierem.
Kontynuował komponowanie muzyki do filmowych hitów wytwórni UFA, w tym utworów Ich weiß, es wird einmal ein Wunder gescheh’n oraz Davon geht die Welt nicht unter z filmu Die große Liebe, w wykonaniu Zarah Leander, które na trwałe zapisały się w niemieckiej muzyce filmowej.
W 1944 roku Jary znalazł się na Gottbegnadeten-Liste (Lista obdarzonych łaską Bożą w III Rzeszy).
Kolejne filmy z muzyką Jarego to Koncert życzeń (Wunschkonzert, 1940) i Karnawał miłości („Karneval der Liebe”, 1942). Oprócz tworzenia muzyki filmowej Jary komponował utwory muzyki rozrywkowej, prowadził orkiestrę i wypełniał artystyczne życie muzyczne kolejnymi przebojami oraz wydawał kolejne płyty z muzyką.

### Po II wojnie światowej
Tuż po zakończeniu wojny, Jary rozpoczął pracę w nowym Radiu Berlin, rozpoczynając pracę z legitymacją służbową Radia z numerem 1, gdzie niebawem założył kierowaną przez siebie Orkiestrę taneczną Radia Berlin (RBT – Radio Berlin Tanzorchester). Jego Górnośląski rodowód pomógł mu dostać dokumenty podróżne pozwalające na poruszanie się, nie tylko po strefie radzieckiej, ale i po innych strefach Berlina, jak i Niemiec. Pierwszy koncert założonej przez Jarego orkiestry odbywa się dziewiętnaście dni po zakończeniu wojny. Orkiestra jego liczyła wtedy 48 członków.
W listopadzie 1948 roku zorganizował udany powrót na sceny powojennych Niemiec piosenkarki Zarah Leander, poprzez przygotowanie dwóch koncertów w Saarbrücken, w których udział wzięła zorganizowana przez Jarego orkiestra z 40 muzykami, którym akompaniował, a także grał własne utwory.
W 1948 roku założył własne wydawnictwo, Michael Jary Production, które otwarło swoje przedstawicielstwo również w Nowym Jorku. W 1949 roku „Mäcki”, jak nazywali go przyjaciele, wyjechał do Hamburga. W kolejnych latach był bardzo aktywny na forum muzycznym. Dyrygował orkiestrą, komponował nowe przeboje, aranżował utwory dla gwaizd niemieckiej muzyki takich jak: Zarah Leander, Lale Andersen (remake słynnego przeboju piosenkarki z 1939 roku Lili Marleen), Rosita Serrano, Heinz Rühmann oraz Hans Albers. Wiele z jego utworów staje się szlagierami. Dla hamburskich wytwórni Real Film i Arion Film skomponował muzykę do filmów Die Dritte von rechts (1950), Tanzende Sterne (1952) oraz Die Beine von Dolores (1957).
W 1960 roku skomponował utwór Wir wollen niemals auseinandergehn, który był prezentowany na konkursie Grand Prix Eurovision 1960, gdzie śpiewał go reprezentująca Niemcy Heidi Brühl. Piosenka ta zajęła drugie miejsce na tym festiwalu, była też najczęściej odtwarzanym utworem w radiowych koncertach życzeń i numerem jeden niemieckiej listy przebojów.
Napisał także musical Nicole. Eine Pariser Geschichte in vier Bildern, którego premiera odbyła się w 1963 roku w Norymberdze a rok później musical ten był wystawiany w Operetce Śląskiej w Gliwicach. Musical ten cieszył się dużym powodzeniem i wystawiany był na licznych scenach teatralnych Europy Wschodniej. Jary swym doświadczeniem wspierał przygotowania do przedstawienia tego musicalu w Gliwicach. Pojawił się w Sopocie na XII Międzynarodowym Festiwalu Piosenki. Odwiedził też swoje miasto rodzinne. Pracował nad kolejnym musicalem opartym na motywach Chaty wuja Toma.
W 1961 roku Jary skomponował swoją ostatnią muzykę do filmu reżysera Hansa Questa pod tytułem Bei Pichler stimmt die Kasse nicht z Theo Lingen w roli głównej.

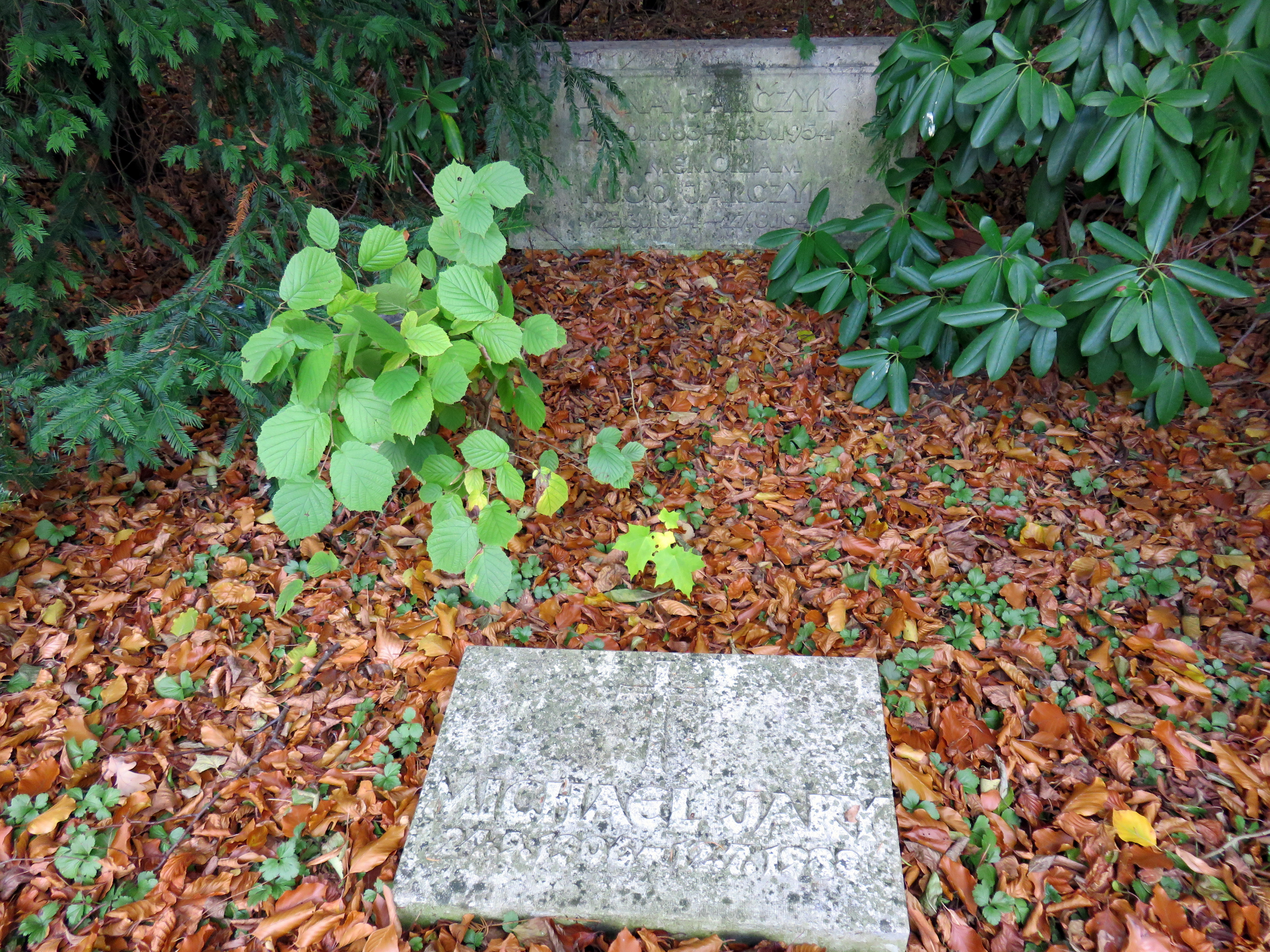
Grób rodzinny na cmentarzu w Hamburgu

Obok Hamburga pomieszkiwał także w Szwajcarii, nad Jeziorem Logano, gdzie komponował muzykę poważną. W 1973 roku przebył trzy zawały serca, przez co ograniczył intensywną pracę twórczą.
W 1977 uhonorowany nagrodą Paul-Lincke-Ring, która przyznawana jest muzykom zasłużonym niemieckojęzycznej muzyce rozrywkowej, w 1981 honorową Niemiecką Nagrodą Filmową, a w 1988 roku Oberschlesischer Kulturpreis.
W trakcie swego życia Michael Jary skomponował muzykę do ponad 130 filmów i musicali oraz ponad 200 piosenek, dzięki czemu nazywany był królem szlagierów.
Zmarł w szpitalu w Monachium w wieku 82 lat. Został pochowany w grobie rodziców na cmentarzu Ohlsdorf w Hamburgu.
Jary był dwukrotnie żonaty. Z drugiego małżeństwa z Christianą Michaelis miał jedną córkę – Michaelę (ur. 1956), niemiecką pisarkę, która pod pseudonimem Michelle Marly napisała m.in. biografię Coco Chanell – Mademoiselle Coco oraz Romy Schneider – Romy i droga do Paryża.

## Wybrane utwory
- 1938: Roter Mohn
- 1939: Das kann doch einen Seemann nicht erschüttern
- 1940: Er heißt Waldemar
- 1941: Sing, Nachtigall, sing
- 1942: Haben Sie schonmal im Dunkeln geküßt?
- 1942: Davon geht die Welt nicht unter
- 1942: Ich weiß, es wird einmal ein Wunder gescheh´n
- 1943: Laß Dein Herz bei mir zurück
- 1950: Winke-Winke
- 1950: Leise rauscht es am Missouri
- 1951: Ausgerechnet Du
- 1951: Das machen nur die Beine von Dolores
- 1952: Mäki-Boogie
- 1953: Keine Angst vor großen Tieren
- 1954: Heut liegt was in der Luft
- 1955: Zwei Herzen im Mai
- 1955: Ich möcht´ auf Deiner Hochzeit tanzen
- 1956: Das Herz von St. Pauli
- 1960: Wir wollen niemals auseinandergeh´n